# Ван Жулинь
Ван Жули́нь (кит. упр. 王儒林, пиньинь Wáng Rúlín, род. в апреле 1953 года, пров. Хэнань) — китайский политик. В 2014–2016 гг. глава парткома КПК пров. Шаньси. В 2014—2012 гг. глава парткома КПК провинции Цзилинь, в 2009—2012 гг. её губернатор.
Член КПК с ноября 1973 года, член ЦК КПК 18 созыва (кандидат 17 созыва).
Родился в пров. Хэнань (Центральный Китай).
По национальности ханец.
Получил степень магистра экономики в Цзилиньском университете.
Трудовую деятельность начал с 1969 года.
В провинции Цзилинь (Северо-Восточный Китай) прошёл путь от замглавы уездной администрации и замсекретаря провинциального комитета комсомола до губернатора провинции Цзилинь (с января 2010 года) и замглавы провинциального парткома КПК, а с дек. 2012 года по 2014 год Ван Жулинь — глава парткома КПК провинции Цзилинь.
С 2014 года глава парткома КПК пров. Шаньси (Северный Китай).